# Пјано Чезаре (Терамо)
Пјано Чезаре (итал. Piano Cesare) је насеље у Италији у округу Терамо, региону Абруцо.
Према процени из 2011. у насељу је живело 55 становника. Насеље се налази на надморској висини од 151 м.